# 토니 켄들
토니 켄들(Tony Kendall, 1936년 8월 22일 ~ 2009년 11월 28일)은 이탈리아의 배우, 모델이다.
로마에서 태어났으며 로마에서 사망하였다.

## 영화
- 애욕의 흔적 (1989년)
- 블라인드 데드 2 (1973년)
- 코미자르 X (1971년)
- 코미자르 X (1968년)
- 코미자르 X (1967년)
- 코미자르 X (1967년)
- 코미자르 X (1966년)
- 코미자르 X (1966년)
- 코미자르 X (1965년)
- 채찍과 시체 (1963년)